# 1538
Cette page concerne l'année 1538  du calendrier julien.
L'année 1538 est une année commune qui commence un mardi.

## Évènements

### Amérique
- 26 février : création de l'Audiencia de Panama[1].
- 26 avril, Pérou : les troupes de Diego de Almagro, commandées par le capitaine Ordoñez, sont battues dans la plaine de Las Salinas par celles d’Hernando Pizarro et de Pedro de Valdivia[2].
- Mai : Belalcázar, chargé par Pizarro d'une expédition vers le Nord pour atteindre la mer des Caraïbes, arrive à  Popayán ; il marche à travers la cordillère en direction de la vallée de la Magdalena, puis atteint Bogota où il rencontre Quesada et Federmann (avril 1539)[3]

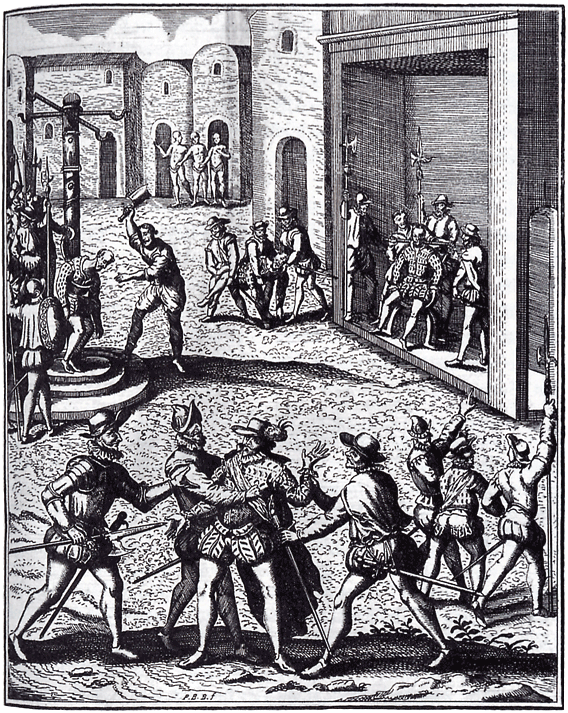
8 juillet : Hernando Pizarro met à mort Diego de Almagro devenu le rival de son frère Francisco Pizarro. La capture, le jugement et l'exécution de Almagro, selon Theodor de Bry

- 8 juillet : à l’instigation d’Hernando Pizarro, Diego de Almagro est jugé, condamné puis garrotté et décapité sur la place de Cuzco. Hernando sera rappelé en Espagne par Charles Quint pour rendre compte de sa conduite et jeté en prison pendant 23 ans[2].
- 6 août : Gonzalo Jiménez de Quesada fonde Santa Fe de Bogota, capitale de la Nouvelle-Grenade en 1659[4], qui sera érigée en vice-royauté en 1717. Il se rend en Espagne pour obtenir de Charles Quint le gouvernement de la Nouvelle-Grenade, mais son supérieur Fernández de Lugo réussit à l’obtenir pour son fils. Il finit ses jours en exil.
- 29 septembre ou 30 novembre : fondation de Ciudad de la Plata de la Nueva Toledo, ou Charcas[5]. Début de la conquête des terres constituant la Bolivie actuelle par les conquistadors espagnols.
- 28 octobre : fondation de l'Université de Saint-Domingue par la bulle In Apostolatus Culmine[6].

### Asie
- Juillet : l'empereur moghol Humayun marche vers Gaur contre Sher Shâh Sûrî, sultan du Bihâr, qui l’évite mais s’attaque aux territoires Moghols[7].
- 3 août : les Ottomans occupent Aden[8], bloquent le détroit de Bab-el-Mandeb, assurant la maîtrise de route de La Mecque pour les musulmans orientaux.
- 4 septembre : arrivée devant Diu de l'expédition navale des Ottomans contre les Portugais en Inde. Ils échouent à prendre la ville et se retirent le 2 novembre[9]. Cet événement marque le début de plusieurs conflits entre les Ottomans et les Portugais qui vont durer jusqu'en 1559.
- Le roi birman de Toungoo Tabinshwehti annexe le royaume Môn de Pégou dont il fait sa capitale (1539)[10].

### Europe
- Janvier : nouvelle tournée de visite des prieurés et abbaye en Angleterre pour inciter à la dissolution les grands monastères[11].
- 8 février : Sainte Ligue conclue à Rome entre Paul III, Charles-Quint, Ferdinand et Venise[12].
- 10 février : Anne de Montmorency est nommé connétable de France par le roi et assure le pouvoir (fin en 1540)[13].
- 24 février, Hongrie : traité secret de Nagyvárad (Grosswardein) : Ferdinand et Jean Zapolyai se reconnaissent mutuellement. La couronne doit revenir aux Habsbourg à la mort de Jean Zapolyai, tandis que les Zapolyai conserveront la Transylvanie[14].
- 22 mars : ouverture à Strasbourg d’une école de théologie, la Haute-École, sous la direction de Jean Sturm[15]. Martin Bucer, Capiton, Hedion et Pierre Martyr Vermigli enseignent la théologie[16] ; Emmanuel Tremellius enseigne l’hébreu[17].
- 3 avril, Russie : la régence est confiée à un conseil de boyards à la mort d’Héléna Glinski, mère d'Ivan IV (Chouiski et Bielski sont soupçonnés de l’avoir empoisonnée). Leurs luttes intestines ruinent le pays (1538-1544)[18].
- 22-23 avril : les Genevois, excédés par les exigences de leurs pasteurs et par la rigidité morale qu’ils veulent imposer, décident les membres du conseil à prononcer l’exil de Élie Coraud, Jean Calvin et Guillaume Farel. Guillaume Farel s’installe à Bâle, puis à Neuchâtel où il fait adopter une profession de foi et organise l’Église[19]. Calvin réside à Strasbourg (septembre 1538-septembre 1541) où Martin Bucer lui confie la direction spirituelle des réfugiés français et une chaire de professeur à la Haute-École[20].

- 24 avril : citation à comparaitre déposée sur le tombeau de Thomas Becket[21].
  - L’archevêque de Canterbury Thomas Cranmer exécute les ordres d’Henri VIII d'Angleterre, qui intiment de profaner le tombeau de Thomas Becket dans la cathédrale de Canterbury (septembre) et de supprimer les nombreuses fêtes de l’Église catholique. Il s’efforce d’assurer l’union de l’Église anglicane avec l’Église luthérienne allemande et invite en Angleterre un certain nombre de réfugiés protestants.
- 18 juin : le pape Paul III fait signer la Paix de Nice entre François Ier et Charles Quint. Une trêve de dix ans est conclue[22]. Il les encourage à lancer une croisade contre l’Angleterre et les Turcs.
- 9 juillet : Süleyman Ier quitte Constantinople avec 150 000 hommes pour marcher contre le prince de Moldavie Petru Rareş, tributaire de la Porte, qui s’est allié à Ferdinand, déclenchant l’hostilité du sultan qui envahit le pays. Petru Rareş, abandonné par les boyards, doit s’enfuir en Transylvanie[14].

- 14-15 juillet : entrevue d’Aigues-Mortes entre François Ier et Charles Quint. L'empereur obtient du roi de France l’autorisation de traverser ses états pour réprimer une éventuelle révolte de Gand[23].
- 13 août : lettres patentes d'Hercule, duc de Ferrare offrant sécurité aux marranes[24]. Des marranes portugais s’installent à Ferrare, en Italie. La communauté s’agrandit d’éléments venus des États pontificaux après l’avènement du pape Paul IV en 1555. Sous la pression de l’Église, le duc Alphonse II d'Este devra faire arrêter les judaïsants de la ville en 1581.

- 5 septembre, Angleterre : les Injonctions du Clergé insistent sur l’importance de la lecture de la Bible en anglais et sur la doctrine du salut par la foi[25]. Elles autorisent le mariage des prêtres. Les pèlerinages, la vénération des reliques et toute dévotion aux statues des saints et de la Vierge sont condamnés comme superstitions.
- 17 septembre : soumission de la Moldavie. Les Ottomans entrent dans Suceava[14]. Süleyman Ier impose un nouveau voïévode, Ştefan V Lăcusta, et annexe à son empire le sud de la Bessarabie, ce qui coupe la Moldavie de la mer Noire et des bouches du Danube (prise de Bender).

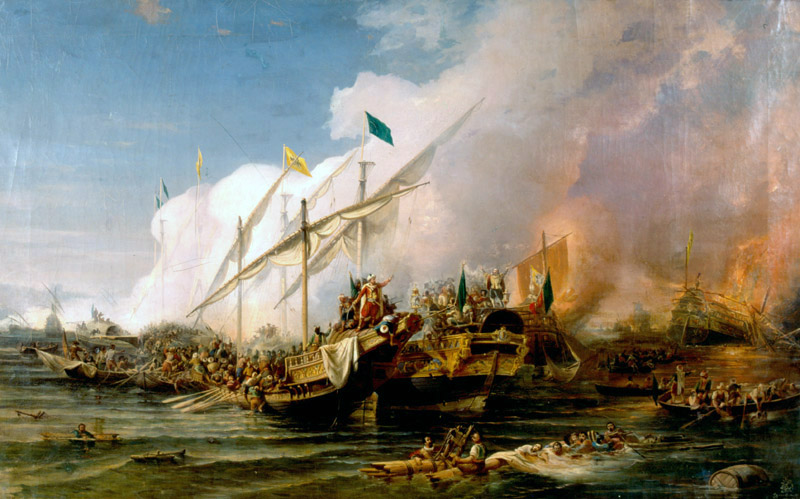
28 septembre : bataille de Prévéza

- 28 septembre : victoire des Ottomans sur la flotte chrétienne à la bataille de Prévéza (Grèce)[14]. Venise peut conserver néanmoins la Crète et Chypre.
- 29 septembre : éruption dans les champs Phlégréens ; apparition du Monte Nuovo[26].
- 21 octobre : Guidobaldo II della Rovere devient duc d'Urbino (fin en 1574)[27].
- 11 novembre : 38 galères de Khayr ad-Din Barberousse sont jetées sur la côte par une tempête en Adriatique et pillées par les Albanais[28].

- Introduction de la Réforme aux Féroé. L’évêque catholique Asmundr Ólafsson est déposé et déporté au Danemark[29].
- En Islande, le gouverneur Klaus von Merwitz soumet aux évêques l’Ordinatio ecclesiastica danoise. Il entend quelle soit appliquée en Islande. Les évêques réagissent négativement[30].

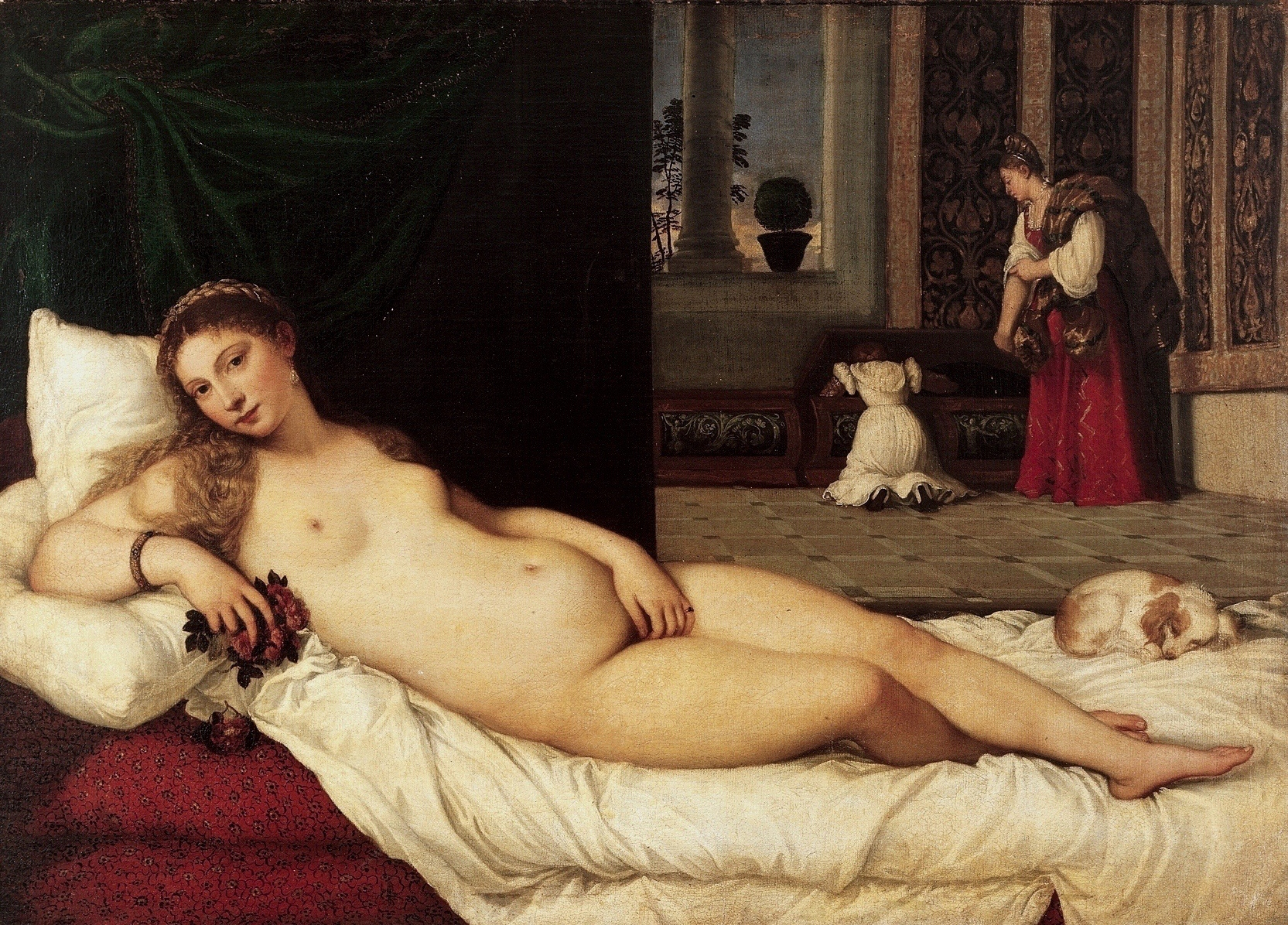
La Vénus d'Urbin, du Titien.

## Naissances en 1538
- 10 janvier : Louis de Nassau, gouverneur de la principauté d'Orange († 14 avril 1574).
- 20 janvier : Stefano Felis, compositeur italien († 25 septembre 1603).
- 23 janvier : Guillaume de Mantoue, prince italien († 14 août 1587).

- 25 mars : Christophorus Clavius, jésuite, mathématicien et astronome allemand († 12 février 1612).

- 26 avril : Giovanni Paolo Lomazzo, peintre italien († 27 janvier 1592).

- 30 juin : Bonaventura Vulcanius, humaniste, érudit et traducteur flamand († 9 octobre 1614).

- 8 juillet : Alberto Bolognetti, cardinal italien († 17 mai 1585).
- 25 juillet : Diane de France, princesse française contemporaine des guerres de religion, duchesse d'Angoulême et d'Étampes, duchesse de Châtellerault († 11 janvier 1619).

- 12 août : Marie de Portugal, duchesse de Parme et de Plaisance († 7 septembre 1577).
- 26 août : Claude d'Angennes de Rambouillet, prélat français († 15 mai 1601).

- 29 septembre : Jean II, comte de Frise orientale († 29 septembre 1591).

- ? octobre : Honoré Ier de Savoie, gouverneur et grand sénéchal de Provence († 11 octobre 1572).
- 2 octobre : Charles Borromée, cardinal italien († 3 novembre 1584).
- 31 octobre : Caesar Baronius, cardinal et historien italien († 30 juin 1607).

- 16 novembre : Toribio de Mogrovejo, archevêque espagnol de Lima († 23 mars 1606).

- 6 décembre : Francesco II Gonzaga, cardinal italien († 6 janvier 1566).
- 10 décembre : Giovanni Battista Guarini, poète et diplomate italien († 7 octobre 1612).
- 25 décembre[31] : Luigi d'Este, cardinal italien († 30 décembre 1586).

- Date précise inconnue :
  - Durante Alberti, peintre italien  († 23 avril 1613).
  - Jacques-Marie d'Amboise, helléniste français († 1611).
  - Giulia Ammannati, mère de Galilée († août 1620).
  - Ashikaga Yoshihide, quatorzième des shoguns Ashikaga de la fin de la période Muromachi de l'histoire du Japon († 28 octobre 1568).
  - Guillaume de Baillou, médecin français († 1616).
  - Miguel Barroso, peintre espagnol († 29 septembre 1590).
  - Jean de Beauchesne, maître écrivain français († mai 1620).
  - Jerónimo Luis de Cabrera, conquistador espagnol, fondateur de la ville argentine de Córdoba († 15 août 1574).
  - Benedetto Caliari, peintre italien († 1598).
  - Antonio Carafa, cardinal italien († 13 janvier 1591).
  - Pablo de Céspedes, peintre, sculpteur, architecte, humaniste et poète espagnol († 26 juillet 1608).
  - Jehan Chardavoine, compositeur et arrangeur musical français († vers 1580).
  - Chōsokabe Motochika, daimyo de l'époque Sengoku, 21e chef du clan Chōsokabe († 11 juillet 1599).
  - Francesco Curia,  peintre italien de l'école napolitaine († 1610).
  - Wolfgang de Dalberg, Prince-Électeur-archevêque de Mayence († 5 avril 1601).
  - Alphonse Ier d'Elbène, homme politique, historien et religieux français († 8 février 1608).
  - William Fulke, théologien puritain anglais († 1589).
  - Giovanni Paolo Gallucci, astronome et un traducteur italien († vers 1621).
  - Giovanni Agostino Giustiniani Campi,  soixante-dix-huitième doge de Gênes († 1613).
  - Claude de Granier, prélat savoyard († 17 septembre 1602).
  - Jacques Grévin, médecin, homme de théâtre et poète français († 5 novembre 1570).
  - Alessandro Guagnini, chroniqueur italien originaire de Vérone († 1614).
  - Matija Gubec, chef d'un soulèvement paysan croate et slovène († 15 février 1573).
  - Hōjō Ujimasa, quatrième chef du Clan Go-Hōjō et daimyo du château d'Odawara († 10 août 1590).
  - Imagawa Ujizane, daimyô du Japon médiéval, membre du clan Imagawa († 27 janvier 1615).
  - Mathias de l'Obel, botaniste flamand, à Lille († 3 mars 1616).
  - Shinjo Naoyori, samouraï et daimyo de la fin de l'époque Sengoku et du tout début de l'époque d'Edo († 8 février 1613).
  - Mariano Pierbenedetti, cardinal italien († 21 janvier 1611).
  - Takeda Yoshinobu, daimyo de l'époque Sengoku († 19 novembre 1567).
  - Flaminio Vacca, sculpteur italien († 26 octobre 1605).

- 1537 ou 1538 : Guillaume de Hautemer de Grancey, gentilhomme et militaire français († 14 novembre 1613).
- 1538 ou 1540 : Philippe de Marnix de Sainte-Aldegonde, homme d'État, militaire, poète, polémiste, théologien et pédagogue des Pays-Bas des Habsbourg († 15 décembre 1598).
- Entre 1538 et 1540 : Abraham de Bruyn, graveur brabançon († 1587).

- Vers 1538 :
  - Hernando de Ávila, peintre et enlumineur espagnol († mars 1595).
  - Reginald Scot, écrivain anglais († 9 octobre 1599).
  - Pierre Vignal, érudit français, professeur d'hébreu du Collège royal († 27 juin 1640).
  - Robert White, compositeur anglais († novembre 1574).

## Décès en 1538
- 8 janvier : Béatrice de Portugal, duchesse de Savoie et infante de Portugal (° 31 décembre 1504).
- 12 février Albrecht Altdorfer, peintre, graveur et architecte allemand (° vers 1480).
- 18 mars : Érard de La Marck, prince évêque de Liège de 1505 à 1538 (° 31 mai 1472).
- 3 avril: Héléna Glinski, régente de Russie et mère d'Ivan IV.
- 8 juillet: Diego de Almagro, conquistador espagnol.
- ? août : Pierre Robert Olivétan, réformateur et écrivain français (° vers 1506).
- 18 décembre : Philippe Strozzi le Jeune, banquier et condottiere florentin.
- 28 décembre[32] : Andrea Gritti, 77e doge de Venise (° 1455).
- Date précise inconnue :
- Giorgio Gandini del Grano, peintre italien de l'école de Parme (° vers 1490).
- 1534 ou 1538 :
- Hans Dürer, peintre et graveur allemand (° 21 février 1490).